# Terry Shinn
Terry Shinn est un sociologue des sciences, directeur de recherche au CNRS. Ses principaux travaux ont d'abord concerné l'organisation du travail scientifique, et plus particulièrement les structures hiérarchiques au sein des laboratoires. Dans ses travaux plus récents, il s'est intéressé à la recherche technico-instrumentale et aux différents régimes sociaux de production des connaissances.
Il est directeur de recherche au Groupe d'études des méthodes de l'analyse sociologique (GEMAS), unité mixte de l'université Paris-Sorbonne et du CNRS.